# 5077 Favaloro
5077 Favaloro (1974 MG) là một tiểu hành tinh vành đai chính được phát hiện ngày 17 tháng 6 năm 1974 bởi Felix Aguilar Observatory team ở El Leoncito Station.